# Radical 82
El radical 82, representado por el carácter Han 毛, es uno de los 214 radicales del diccionario de Kangxi. En mandarín estándar es llamado　毛部, (máo　bù, «radical “pelo”»); en japonés es llamado 毛部, もうぶ　(mōbu), y en coreano 모 (mo). 
El radical «pelo» aparece en diferentes posiciones dentro de los caracteres que están clasificados bajo el mismo. En muchos casos aparece rodeando el lado izquierdo y la parte inferior, como en 毜. En algunos otros casos aparece en el lado derecho, como en 毵. En otros casos aparece en la parte inferior, como en 毞.
Este radical suele clasificar caracteres cuyo significado está relacionado con el pelo (animal, humano, etc.) o con objetos hecho de lana, pelaje de animales etc. Como ejemplo de esto están: 毯, «alfombra»; 毫, «pincel»; 毧, «fieltro».

## Nombres populares
- Mandarín estándar: 毛字底, máo zì dǐ, «carácter “pelo” abajo».
- Coreano: 털모부, teol mo bu «radical mo-pelo».
- Japonés:　毛（け）, ke, «pelo».
- En occidente: radical «pelo».

## Galería
| Estilos antiguos                                 | Estilos antiguos                  | Estilos antiguos                        | Estilos antiguos                   | Estilos antiguos                   | Estilos empleados actualmente       | Estilos empleados actualmente  | Estilos empleados actualmente    | Estilos empleados actualmente   | Estilos empleados actualmente  |
|                                                  |                                   |                                         |                                    |                                    |                                     | 毛                             | 毛                               |                                 |                                |
| 甲骨文 jiǎgǔwén (escritura de huesos oraculares) | 金文 jīnwén (escritura de bronce) | 简帛 jiǎnbó (escritura de bambú y seda) | 篆文 zhuànwén (escritura de sello) | 篆文 zhuànwén (escritura de sello) | 隸書 lìshū (estilo de los escribas) | 楷書 kǎishū (estilo regular)   | 楷書 kǎishū (estilo regular)     | 行書 xǐngshū (estilo corriente) | 草書 cǎoshū (estilo de hierba) |
| 甲骨文 jiǎgǔwén (escritura de huesos oraculares) | 金文 jīnwén (escritura de bronce) | 简帛 jiǎnbó (escritura de bambú y seda) | 大篆 dàzhuàn (sello grande)        | 小篆 xiǎozhuàn (sello pequeño)     | 隸書 lìshū (estilo de los escribas) | 繁體／繁体 fántǐ (tradicional) | 简体／簡體 jiǎntǐ (simplificado) | 行書 xǐngshū (estilo corriente) | 草書 cǎoshū (estilo de hierba) |

## Caracteres con el radical 82

| trazos | carácter                   |
| ------ | -------------------------- |
| + 0    | 毛                         |
| + 3    | 毜 毝                      |
| + 4    | 毞 毟                      |
| + 5    | 毠 毡                      |
| + 6    | 毢 毣 毤 毥 毦 毧 毨 毩 毪 |
| + 7    | 毫 毬 毭 毮                |
| + 8    | 毯 毰 毱 毲 毳 毴 毵 毶    |
| + 9    | 毷 毸 毹 毺 毻 毼 毽       |
| + 10   | 毾                         |
| + 11   | 毿 氀 氁 氂                |
| + 12   | 氃 氄 氅 氆 氇             |
| + 13   | 氈 氉 氊                   |
| + 14   | 氋                         |
| + 15   | 氌                         |
| + 18   | 氍                         |
| + 22   | 氎                         |